# Klaus Graf (Historiker)

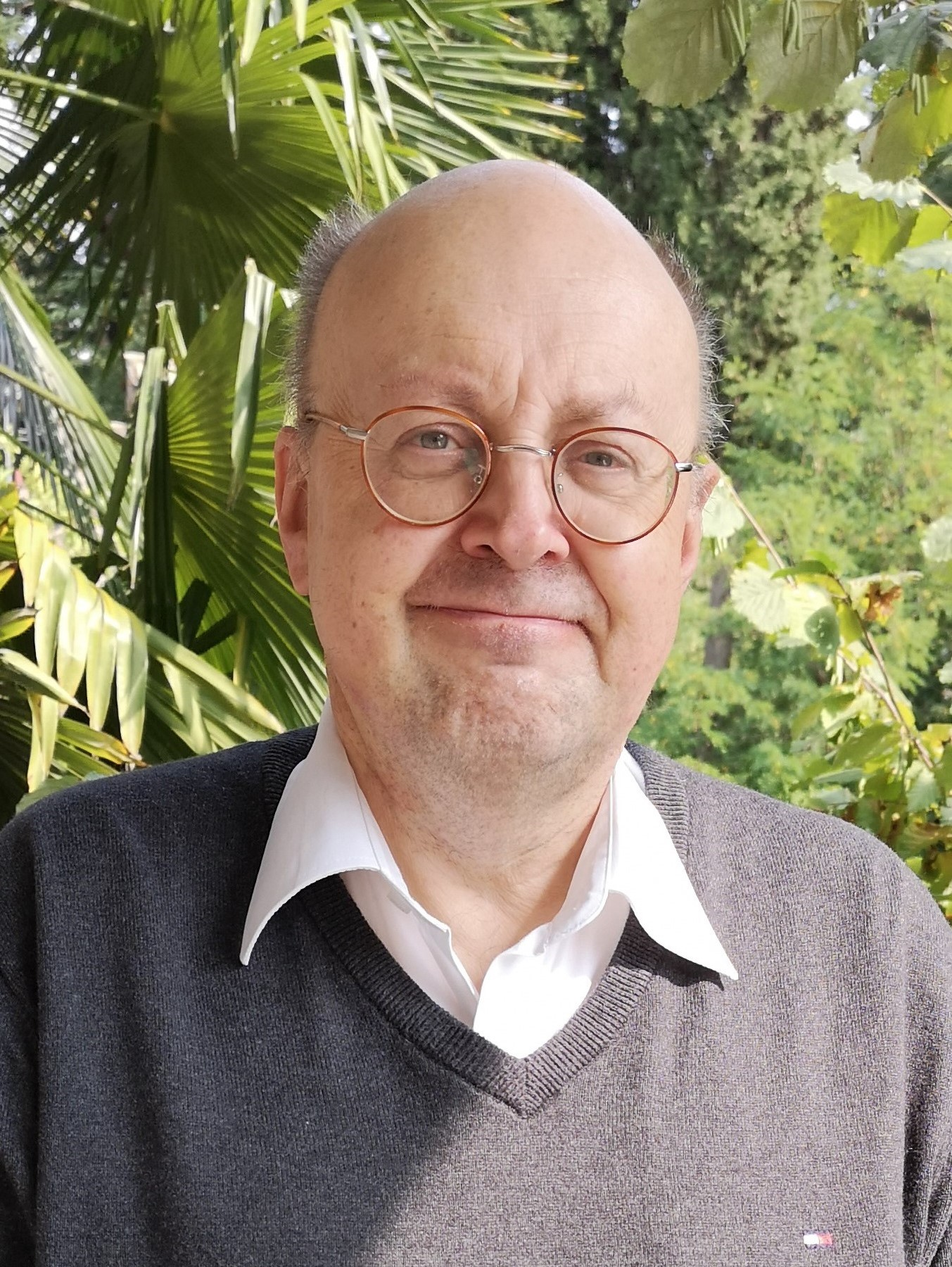
Klaus Graf (2019)

Klaus Martin Graf (* 21. Februar 1958 in Schwäbisch Gmünd) ist ein deutscher Mediävist, Archivar und Blogger. Eine über Fachkreise hinausgehende Bekanntheit erwarb sich Graf durch eine kontroverse Position zum Urheberrecht bei der Nutzung von Kulturgütern und als Befürworter von Open Access.

## Leben
Graf ist der Sohn der deutschbaltischen Schriftstellerin Herta Graf. Er studierte Geschichte an der Universität Tübingen, wo er 1987 mit einer von Hansmartin Decker-Hauff betreuten Dissertation über Thomas Lirer und die Gmünder Kaiserchronik promoviert wurde. Nach einer Tätigkeit am Sonderforschungsbereich für Vergleichende geschichtliche Städteforschung der Universität Münster und einer weiteren Ausbildung an der Archivschule Marburg (Assessor des Archivdienstes 1989) arbeitete er kurze Zeit als Archivar im Universitätsarchiv der Universität Heidelberg. Später war er wissenschaftlicher Mitarbeiter an den Universitäten Bielefeld und Freiburg.
Von 2004 bis zu seinem Ruhestand 2025 war er Geschäftsführer am Hochschularchiv der RWTH Aachen. Er ist zugleich Lehrbeauftragter am Lehrstuhl für Mittelalterliche Geschichte der Universität Freiburg im Breisgau, zeitweilig auch am Lehr- und Forschungsgebiet Frühe Neuzeit der RWTH Aachen.

## Forschungsschwerpunkte
Forschungsschwerpunkte von Graf sind Fragen regionaler und territorialer Identitätsbildung („Regionalismus“), insbesondere Schwabens, sowie Adelsgeschichte, Erinnerungskultur und Historiographie. Daneben beschäftigt er sich mit Stadt- und Regionalgeschichte, mit besonderem Fokus auf Schwäbisch Gmünd und Ostwürttemberg.
Weitere Arbeitsgebiete sind die Sagenforschung und die Geschichte der Hexenverfolgung. Zu diesen Themen veröffentlichte er über 200 Aufsätze in Fachzeitschriften und Sammelbänden (davon fast alle online verfügbar). Weiterhin arbeitete Graf als Autor an verschiedenen Fachlexika, wie dem Lexikon des Mittelalters, dem Verfasserlexikon, der Enzyklopädie des Märchens und der Enzyklopädie der Neuzeit, mit. Für die Kunstchronik schrieb er als Autor eine Vielzahl von Beiträgen.
2015 publizierte er im Frühneuzeit-Blog der RWTH Aachen den Fund einer zweiten Handschrift von Jakob Püterichs Ehrenbrief (1462). Laut dem Mediävistik-Fachportal Mediaevum.de war dies „[v]ermutlich das erste Mal in der Geschichte der Geisteswissenschaften[, dass] eine so wichtige Entdeckung nicht in einer Fachzeitschrift, sondern in einem Blog wissenschaftlich dokumentiert [wurde]“.

## Positionen

### Engagement zum Schutz und zur Nutzung von Kulturgütern
Neben seiner historischen Forschungsarbeit ist Graf vor allem durch seine Beiträge zu Verwaltung, Nutzung und Schutz von Kulturgut bekannt. So zum Beispiel zu Bildrechten bei historischen Fotos, Nutzungsbedingungen von Handschriftenbibliotheken oder zum Schutz historischer Buchbestände in Privatbesitz, vor allem in Adelsbibliotheken, sowie den damit zusammenhängenden Rechtsfragen insbesondere im Bereich des Archivrechts. Auch im Bereich öffentlicher Bibliotheken und Archive ist Graf um den Schutz des Bestandes bemüht, so protestierte er 2012 gegen den Verkauf von 6000 Bänden aus dem Bestand des Stadtarchivs Stralsund, die seit dem 16. Jahrhundert angesammelt worden waren.

### Urheber- und Nutzungsrecht
In einer breiteren Öffentlichkeit positionierte sich Graf als Verfechter von Open Access insbesondere für Kulturgüter und freiem Zugang zu Informationen in öffentlichen Verwaltungen, insbesondere im Kontext des Informationsfreiheitsgesetzes. In diesem Zusammenhang tritt er als Kritiker der geltenden Urheberrechtspraxis und von Missständen des deutschen Bibliothekswesens auf. Graf ist ein Gegner der Reproduktionsgebühren öffentlicher Archive und der Bildquellenvermarktungspraxis vieler Archive und Museen.

### Forschung im digitalen Raum
Graf engagiert sich für die Nutzung der Möglichkeiten des Mediums Internet für die moderne Geschichts- und Archivwissenschaft und betreibt eigene Informationsangebote, vor allem seit 2003 das Weblog Archivalia (ISSN 2197-7291), das zu den „ältesten und bekanntesten deutschen Wissenschaftsblogs“ gezählt wird. Er ist der Mitgründer und Administrator der Mailingliste Hexenforschung.

## Publikationen (Auswahl)
Publikationsliste mit Online-Nachweisen
- Gmünder Chroniken im 16. Jahrhundert: Texte und Untersuchungen zur Geschichtsschreibung der Reichsstadt Schwäbisch Gmünd. Einhorn-Verlag, Schwäbisch Gmünd 1984, ISBN 3-921703-53-0 (Digitalisat, weitere), Rezension von Robert Kretzschmar.
- Exemplarische Geschichten. Thomas Lirers „Schwäbische Chronik“ und die „Gmünder Kaiserchronik“ (= Forschungen zur Geschichte der Älteren Deutschen Literatur, Band 7). Fink Verlag, München 1987, ISBN 3-7705-2459-4 (Digitalisat).
- Sagen rund um Stuttgart. Verlag Braun, Karlsruhe 1995, ISBN 3-7650-8145-0 (Digitalisat).
- Sagen der Schwäbischen Alb. DRW Verlag, Leinfelden-Echterdingen 2008, ISBN 978-3-87181-031-2 (Digitalisat).
- Urheberrechtsfibel – nicht nur für Piraten. Der Text des deutschen Urheberrechtsgesetzes, erklärt und kritisch kommentiert (PiratK-UrhG) (= Netzbürger, Band 2). Contumax Verlag, Berlin 2009, ISBN 978-3-86199-002-4 (Digitalisat).
- Ein politischer Kopf aus Ostschwaben: Johann Gottfried Pahl 1768–1839. Pfarrer und Publizist (= Unterm Stein, Band 22). Einhorn-Verlag, Schwäbisch Gmünd 2018. ISBN 978-3-95747-072-0 (Digitalisat).
- Emil Bayer: Sagen der Heimat zwischen Albuch und Ries. 2. Auflage. Hrsg. von Klaus Graf. Mit einem biografischen Beitrag von Mechtild Theiss (= Unterm Stein. Lauterner Schriften. Sonderveröffentlichung. SV 6). Einhorn-Verlag, Schwäbisch Gmünd 2019, ISBN 978-3-95747-094-2 (Digitalisat).